# Жозе Мендіш Кабесадаш
Жозе́ Ме́ндіш Кабеса́даш Жу́ніор (порт. José Mendes Cabeçadas Júnior; *19 серпня 1883, Лоуле, Алгарве — †11 червня 1965, Лісабон) — португальський адмірал, масон і політик-республіканець, 9-й президент Португалії з 31 травня 1926 по 17 червня 1926 року (пробув на цій посаді менше місяця). Відіграв вирішальну роль у підготовці революційних рухів, що призвели до утворення і зникнення Першої Португальської Республіки, а саме: революція 5 жовтня 1910 року і військовий переворот 28 травня 1926 року. Виконував також функції голови Ради міністрів у період з 31 травня по 16 червня 1926 року. Після усунення від влади салазарістами, перетворився на сильного опозитора автократичному режиму Ошкара Кармони і Салазара, керував як мінімум двома спробами державного перевороту (1946 і 1947). Його кінцевим політичним жестом було приєднання до так званої Програми з демократизації Республіки (1961 рік).

## Біографія
Жозе Мендіш Кабесадаш Молодший народився 19 серпня 1883 року в Лоуле, що на той час відносилось до Алгарвського королівства, яке в свою чергу входило до складу Об'єднаного королівства Португалії і Алгарве.
Несучи службу офіцером ВМФ, був одним з відповідальних за заколот на борту «Адомастора», під час республіканської революції 5 жовтня 1910 року, проте дуже скоро розачарувався у режимі, створенню якого сам же і посприяв.
У 1926 році очолював військовий переворот у Лісабоні, майже одночасно з подіями в Бразі, до яких був причетний інший військовий лідер Мануел Гоміш да Кошта. Прем'єр-міністр Антоніу Марія да Сілва подає у відставку, а вже через кілька днів (31 травня), президент Бернардіну Машаду призначає Мендіша Кабесадаша керівником нового міністерства, передаючи йому усі важливі повноваження. У той же день президент відмовився від своєї посади, призначивши Мендіша Кабесадаша на пост президента Республіки з повноваженнями голови Ради Міністрів.
Будучи революціонером помірної лінії, Мендіш Кабесадаш сподівався на можливість утворити уряд в рамках діючої конституції. Проте інші конспіратори (Гоміш да Кошта і Ошкар Кармона) вважали його нездібним останнім пережитком конституційного режиму Першої Республіки.
Після наради заколотників у Сакавені 17 червня 1926 року, Мендіш Кабесадаш був примушений скласти повноваження президента Республіки і голови Ради міністрів на користь Гоміша да Кошти. Після цього знову переходить в опозицію, будучи причетним і замішаним у декількох спробах державного перевороту і маніфестаціях проти диктаторського режиму до смерті у 1965 році. Помер у Лісабоні.